# Пентек, Генрик
Генрик Пентек (пол. Henryk Piętek; 5 января 1922, дер. Пардолув — 5 апреля 2015, Констанцин-Езёрна) — польский офицер госбезопасности и генерал милиции, в 1971–1974 – заместитель министра внутренних дел.

## Начало карьеры
Родился в крестьянской семье Антония и Юзефы Пентек. Первые годы немецкой оккупации был бойцом Армии Крайовой (АК). В 1944 перешёл в Армию Людову (АЛ). Воевал под командованием Мечислава Мочара. Был известен под партизанским псевдонимом Gigant. Вступил в ППР, с 1948 состоял в правящей Польской объединённой рабочей партии (ПОРП).
В январе 1945 в звании подпоручика был направлен на службу в только что учреждённое Министерство общественной безопасности (МОБ). С сентября 1945 – начальник повятского управления МОБ в Коньске, с апреля 1947 – Пётркув-Трыбунальского повятского управления МОБ. Участвовал в подавлении антикоммунистического подпольного сопротивления и политических репрессиях. Впоследствии обвинялся в пытках арестованных подростков из молодёжной организации АК и подпольной скаутской группы.
В ноябре 1951, после окончания офицерских курсов в Легьоново, в звании капитана был направлен на должность инспектора в Познанское воеводское управление МОБ. В мае 1954 переведён во Вроцлавскую воеводскую комендатуру гражданской милиции. Служил во Вроцлаве до июля 1962, занимал должности инспектора, старшего инспектора спецгруппы, заместителя по безопасности воеводского коменданта. С 1960 – подполковник гражданской милиции.
За время вроцлавской службы Пентека пошли процессы польской десталинизации. Болеслава Берута на посту первого секретаря ЦК ПОРП сменил Владислав Гомулка. Было расформировано МОБ, функции милиции и Службы безопасности (СБ) были соединены в МВД.

## Работа в МВД
1 июля 1962 был переведён в центральный аппарат МВД и назначен заместителем начальника IV департамента. Данный департамент структурно относился к СБ и занимался «антигосударственной деятельностью церквей, религиозных объединений, конфессий и духовенства». Главной его задачей было подавление католической оппозиции.
1 февраля 1965 в звании полковника был назначен начальником III департамента СБ МВД – «по борьбе с антигосударственной деятельностью». Департамент ведал подавлением любой оппозиции. Министром внутренних дел ПНР на тот момент являлся генерал дивизии Мечислав Мочар – бывший партизанский командир Пентека, лидер национал-коммунистической «фракции партизан» в ПОРП. Политически Пентек ориентировался на жёсткий курс Мочара, поддерживал его в борьбе за власть в партийно-государственном руководстве.
Полковник Пентек и его заместитель полковник Т. Валихновский активно участвовал в антисемитской и антиинтеллигентской кампании в 1968. В докладных записках министру внутренних дел и в политбюро ЦК ПОРП детально описывал «враждебные выступления сионистов и пособников сионизма». Особое внимание он уделял таким известным деятелям, как партийный политик Мечислав Раковский или ветеран госбезопасности писательница Изабела Стахович. Пентек готовил инструкции не только для аппарата СБ, но и для агитпропа ПОРП (в частности, рекомендовалось не вспоминать о советской помощи Израилю, не цитировать антигерманские высказывания «сионистов»).
В декабре 1970 в городах Балтийского побережья Польши поднялись рабочие протесты против повышения цен. Как руководитель ключевого «политического» департамента МВД, полковник Пентек участвовал в их военно-милицейском подавлении.
Через свою агентуру III департамент тщательно отслеживал ситуацию в рабочей среде, бесперебойно снабжая информацией партийное руководство. Пентек входил в информационно-координационную группу «пяти полковников» (начальники профильных подразделений министерства) под руководством генерала бригады Р. Матеевского. На совещаниях под руководством генерала Б. Стахуры, генерала Матеевского, генерала Г. Слабчика он предлагал «окончательное урегулирование» силами спецгрупп III департамента в количестве около 600 человек.
Его план был отклонён как недостаточно обеспеченный силовым ресурсом. Протесты были подавлены армейскими частями и милицейскими формированиями ЗОМО с многочисленными жертвами. В результате партийно-государственные руководители, в том числе Гомулка, Мочар, Свитала, были вынуждены уйти в отставку.
20 декабря 1970 первым секретарём ЦК ПОРП был избран Эдвард Герек, министром МВД в декабре 1971 стал Веслав Очепка.
9 октября 1971 Пентек в звании генерала бригады был назначен заместителем министра внутренних дел. После гибели Очепки в авиакатастрофе три недели в марте 1973 исполнял обязанности министра. Остался заместителем при министре Станиславе Ковальчике. Стал своего рода доверенным лицом члена политбюро и секретаря ЦК ПОРП, курировавшего силовые структуры, Францишека Шляхцица в МВД.
Амбиции энергичного Шляхцица, его попытки взять под контроль МВД и явные претензии на место первого секретаря ЦК вызывали всё большие опасения Герека. В феврале 1974 Шляхциц был подвергнут резкой критике на пленуме ЦК ПОРП, в июне снят с секретарского поста, в конце 1975 выведен из политбюро. Некоторое время он оставался вице-премьером, но с ограниченными полномочиями, и в марте 1976 окончательно отправлен в отставку. В такой ситуации стало предопределено и отстранение Г. Пентека.

## После отставки
19 марта 1974 был снят с поста в МВД и назначен заместителем министра лесного и деревообрабатывающего хозяйства в правительстве Петра Ярошевича. Оставался в этой должности шесть лет. Ушёл на пенсию в начале 1980, при замене Ярошевича на Эдварда Бабюха.
На пенсии жил частной жизнью, в политику не вмешивался. Состоял в Союзе борцов за свободу и демократию (ZBOWiD), с 1990 – в Союзе ветеранов Республики Польша и бывших политических заключённых (ZKRPiBWP). Посещал памятные мероприятия ветеранов Армии Людовой.
После обрушения социалистического государства и преобразования ПНР в Республику Польша был привлечён к судебной ответственности по обвинению в применении пыток к арестованным в период работы в Пётркуве-Трыбунальском. Отказался признавать вину, ссылаясь, в частности, на то, что имел достаточно подчинённых и не нуждался вести допросы лично. В итоге дело было прекращено по возрасту и состоянию здоровья обвиняемого.
В 2012 ZKRPiBWP организовал торжественное празднование 90-летнего юбилея Пентека.
Скончался в возрасте 93 лет. Похоронен в семейной могиле на кладбище Воинские Повонзки.